# Handbuch des Schachspiels
Handbuch des Schachspiels (často jednoduše jen Handbuch, česky Příručka hry šachové) je německá šachová kniha prvně vydaná roku 1843 baronem Tassilem von Heydebrandem und der Lasou. Kniha byla po mnoho desetiletí jednou z nejdůležitějších příruček šachové teorie, protože obsahovala kompletní rozbor všech do té doby známých šachových zahájení. Kromě toho v ní byly i pasáže o šachové historii a šachové literatuře.
Původním autorem knihy byl člen Berlínské šachové společnosti a skupiny Plejády Paul Rudolf von Bilguer. Po jeho předčasné smrti roku 1840 se nedokončené práce ujal jeho přítel Tassilo von Heydebrand und der Lasa, který knihu dokončil a vydal jako spoluautor. Sám pak připravil ještě čtyři další vydání roku 1852, 1858, 1864 a 1874.
Šesté vydání z roku 1880 připravil Constantin Schwede a sedmé z roku 1891 Emil Schallopp za asistence Louise Paulsena. Konečnou podobu pak knize dal v osmém vydání z let 1912 až 1916 Karl Schlechter. Toto vydání mělo jedenáct dílů, 1040 stran a obsahovalo také příspěvky od Rudolfa Spielmanna, Siegberta Tarrasche a Richarda Teichmanna. Doplňky k osmému vydání vydal roku 1921 Jacques Mieses a roku 1930 Hans Kmoch.